# 西伯利亚数学杂志
西伯利亚数学杂志是一个覆盖全俄罗斯的，通过英译俄方式，数学专家评审的研究性期刊。
俄罗斯科学院，俄罗斯新西伯利亚数学所等四个机构于1960年 创刊了数学杂志research journal Sibirskii Matematicheskii Zhurnal，在1966年改为西伯利亚数学杂志。它目前在纽约由斯普林格（Springer）出版。
该刊出版的研究论文，包括所有的数学分支，其中包括函数分析，微分方程，代数，逻辑，几何和拓扑，概率论与数理统计，数学物理，线性代数的计算方法，等等。
ISSN 0037-4466 (Print); ISSN 1573-9260 (Online).